# Реприватизація
Реприватиза́ція (від фр. re… — префікс, що означає зворотну дію, і лат. privatus — особистий) — процес, зворотний приватизації, що полягає в повторній приватизації після повернення в державну власність раніше приватизованого об'єкта.
Реприватизації передує повернення у державну власність майна, яке було приватизоване до того.
Реприватизацію не слід плутати з іншими процесами, а саме:
- судовим переслідуванням державою осіб, які скоїли злочини, пов'язані з приватизацією (корупція, змова, шантаж тощо);
- спорами, пов'язаними з порушенням договорів, укладених з державою в процесі приватизації;
- суперечками господарюючих суб'єктів, що випливають з процесу приватизації[2].

Окремим видом реприватизації є реприватизація житла.
Цілі реприватизації:
- «відновлення справедливості», що була порушена в ході приватизації;
- отримання додаткових надходжень до бюджету;
- перерозподіл власності внаслідок зміни ідеологічних орієнтирів державної влади;
- залучення більш ефективного власника.

Реприватизація також може розумітися як повернення державою майна його колишнім приватним власникам або їх спадкоємцям (наприклад, особам, які пережили Голокост, їхнім нащадкам, або спадкоємцям осіб, які загинули в нацистських таборах смерті і чиє майно було конфісковане нацистами).

## Реприватизація в Україні
Результати приватизації можуть бути переглянуті згідно з чинним законодавством України. У Законі «Про приватизацію державного майна» передбачаються можливість та порядок повернення приватизованого майна державі, при чому цей процес прямо не називається «реприватизацією».
Так, відповідно до частини 5 статті 27 Закону, на вимогу однієї із сторін договір купівлі-продажу може бути розірвано або визнано недійсним за рішенням суду в разі невиконання іншою стороною зобов'язань, передбачених договором купівлі-продажу, у визначені строки.
Частиною 6 статті 29 Закону передбачено, що порушення встановленого законодавством порядку приватизації або прав покупців є підставою для визнання недійсним договору купівлі-продажу об'єкта приватизації.
Отже, приватизоване майно можна примусово повернути державі тільки в судовому порядку.
О.Й. Пасхавер, Л.Т. Верховодова, К.М. Агеєва.

### Приклади реприватизаційної практики 2004–2005 років
Реприватизація і в політичному, і в економічному плані — зазначають автори монографії «Приватизація та реприватизація в Україні після „помаранчевої“ революції» — виявилася малоефективним способом перегляду результатів приватизації в Україні. Реприватизація, яка здійснювалася через суди, виявилася тривалим і виснажливим процесом. «Процес реприватизації як спосіб перегляду результатів приватизації сформувався під впливом загальних революційних настроїв населення і характеру першої урядової команди на чолі з Ю. Тимошенко, яка звикла до непримиренної опозиційної боротьби».

#### ВАТ «Нікопольський завод феросплавів» (НЗФ)
Процедуру реприватизації пройшов контрольний пакет акцій НЗФ розміром 50%+1 акція, придбаний окремими частинами в 2003 р. Консорціумом «Придніпров'я» (об'єднання компаній, які контролюються «Інтерпайпом»).

#### ВАТ «Нікопольський південно-трубний завод»
НПТЗ є одним з найбільших трубних заводів України. За Розпорядженням Кабінету Міністрів від 22.06.1999 р. № 589-р у 1999 р. була проведена його реструктуризація, в результаті чого на базі основних цехів створено 16 закритих акціонерних товариств. Недержавними інвесторами виступили Корпорація «Інтерпайп» і пов'язані з нею компанії, а також шведська компанія CETAB/Carl.Edblom.Trade AB.
У випадку з НПТЗ процес перегляду прав власності владою не був доведений до кінця.